# Jeannie C. Riley
Jeanne Carolyn Stephenson, nota come Jeannie C. Riley (Stamford, 19 ottobre 1945), è una cantante statunitense.
È nota in particolare per il singolo pop-country Harper Valley P.T.A., scritto da Tom T. Hall e pubblicato nel 1968.

## Discografia
Album
| Anno | Album                                  | Classifiche | Classifiche | Classifiche | RIAA |
| Anno | Album                                  | US Country  | US          | CAN         | RIAA |
| ---- | -------------------------------------- | ----------- | ----------- | ----------- | ---- |
| 1968 | Sock and Soul                          | —           | —           | —           | —    |
| 1968 | Harper Valley PTA                      | 1           | 12          | 5           | Oro  |
| 1969 | Yearbooks and Yesterdays               | 9           | 187         | —           | —    |
| 1969 | Things Go Better with Love             | 14          | 142         | —           | —    |
| 1970 | Country Girl                           | 25          | —           | —           | —    |
| 1970 | Generation Gap                         | 34          | —           | —           | —    |
| 1971 | The Girl Most Likely                   | —           | —           | —           | —    |
| 1971 | Greatest Hits                          | 22          | —           | —           | —    |
| 1971 | Jeannie                                | 34          | —           | —           | —    |
| 1972 | Give Myself a Party                    | —           | —           | —           | —    |
| 1972 | Down to Earth                          | 43          | —           | —           | —    |
| 1972 | The World of Country                   | —           | —           | —           | —    |
| 1973 | When Love Has Gone Away                | 40          | —           | —           | —    |
| 1973 | Just Jeannie                           | —           | —           | —           | —    |
| 1977 | From Nashville with Love               | —           | —           | —           | —    |
| 1979 | Wings to Fly                           | —           | —           | —           | —    |
| 1981 | From Harper Valley to the Mountain Top | —           | —           | —           | —    |
| 1984 | Total Woman                            | —           | —           | —           | —    |
| 1986 | Jeannie C. Riley                       | —           | —           | —           | —    |
| 1991 | Here's Jeannie C. Riley                | —           | —           | —           | —    |
| 1995 | Praise Him                             | —           | —           | —           | —    |
| 1995 | The Best                               | —           | —           | —           | —    |
| 2000 | Good Ol' Country                       | —           | —           | —           | —    |